# 82e méridien est
En géographie, le 82e méridien est est le méridien joignant les points de la surface de la Terre dont la longitude est égale à 82° est.

## Géographie

### Dimensions
Comme tous les autres méridiens, la longueur du 82e méridien correspond à une demi-circonférence terrestre, soit 20 003,932 km. Au niveau de l'équateur, il est distant du méridien de Greenwich de 9 128 km,.
Avec le 98e méridien ouest, il forme un grand cercle passant par les pôles géographiques terrestres.

### Régions traversées
En commençant par le pôle Nord et descendant vers le sud au pôle Sud, Le 82e méridien est passe à travers:
| Coordonnées          | Pays, territoire ou mer | Notes |
| -------------------- | ----------------------- | --- |
| 90° 00′ N, 82° 00′ E | Océan Arctique          | |
| 81° 07′ N, 82° 00′ E | Mer de Kara             | Passe juste à l'ouest de Île de la Solitude (à 77° 32′ N, 82° 13′ E) |
| 75° 53′ N, 82° 00′ E | Russie                  | Kraï de Krasnoïarsk — Île Pologyy-Sergeyeva |
| 75° 52′ N, 82° 00′ E | Mer de Kara             | |
| 75° 30′ N, 82° 00′ E | Russie                  | Kraï de Krasnoïarsk — Îles de l'Institut Arctique |
| 75° 07′ N, 82° 00′ E | Mer de Kara             | |
| 73° 37′ N, 82° 00′ E | Russie                  | Kraï de Krasnoïarsk |
| 72° 17′ N, 82° 00′ E | Golfe de l'Ienisseï     | |
| 71° 41′ N, 82° 00′ E | Russie                  | Kraï de Krasnoïarsk Iamalie — à partir de 69° 12′ N, 82° 00′ E Kraï de Krasnoïarsk — à partir de 67° 57′ N, 82° 00′ E Iamalie — à partir de 67° 45′ N, 82° 00′ E Khantys-Mansis — à partir de 62° 45′ N, 82° 00′ E Oblast de Tomsk — à partir de 60° 35′ N, 82° 00′ E Oblast de Novossibirsk — à partir de 56° 20′ N, 82° 00′ E Krai de l'Altai — à partir de 53° 42′ N, 82° 00′ E                      |
| 50° 48′ N, 82° 00′ E | Kazakhstan              | |
| 45° 09′ N, 82° 00′ E | Chine                   | Xinjiang Tibet — à partir de 35° 19′ N, 82° 00′ E |
| 30° 20′ N, 82° 00′ E | Népal                   | |
| 27° 56′ N, 82° 00′ E | Inde                    | Uttar Pradesh Madhya Pradesh — à partir de 24° 50′ N, 82° 00′ E Chhattisgarh — à partir de 23° 51′ N, 82° 00′ E Madhya Pradesh — à partir de 23° 25′ N, 82° 00′ E Chhattisgarh — à partir de 23° 04′ N, 82° 00′ E Odisha — à partir de 20° 03′ N, 82° 00′ E Chhattisgarh — à partir de 19° 48′ N, 82° 00′ E Odisha — à partir de 18° 48′ N, 82° 00′ E Andhra Pradesh — à partir de 18° 02′ N, 82° 00′ E |
| 16° 25′ N, 82° 00′ E | Océan Indien            | Passe juste à l'est de Sri Lanka (à 7° 01′ N, 81° 53′ E) |
| 60° 00′ S, 82° 00′ E | Océan Austral           | |
| 65° 47′ S, 82° 00′ E | Antarctique             | Territoire antarctique australien revendiqué par Australie |
| 66° 29′ S, 82° 00′ E | Océan Austral           | Baie de Barrier (en) |
| 67° 24′ S, 82° 00′ E | Antarctique             | Territoire antarctique australien revendiqué par Australie |